# Землянский уезд
Землянский уезд — административно-территориальная единица в составе Воронежской губернии, существовавшая в 1727—1923 годах. Уездный город — Землянск.

## География
Уезд располагался на северо-западе Воронежской губернии, граничил с Орловской губернией. Площадь уезда составляла в 1897 году 3 780,7 верст² (4 303 км²).

## История

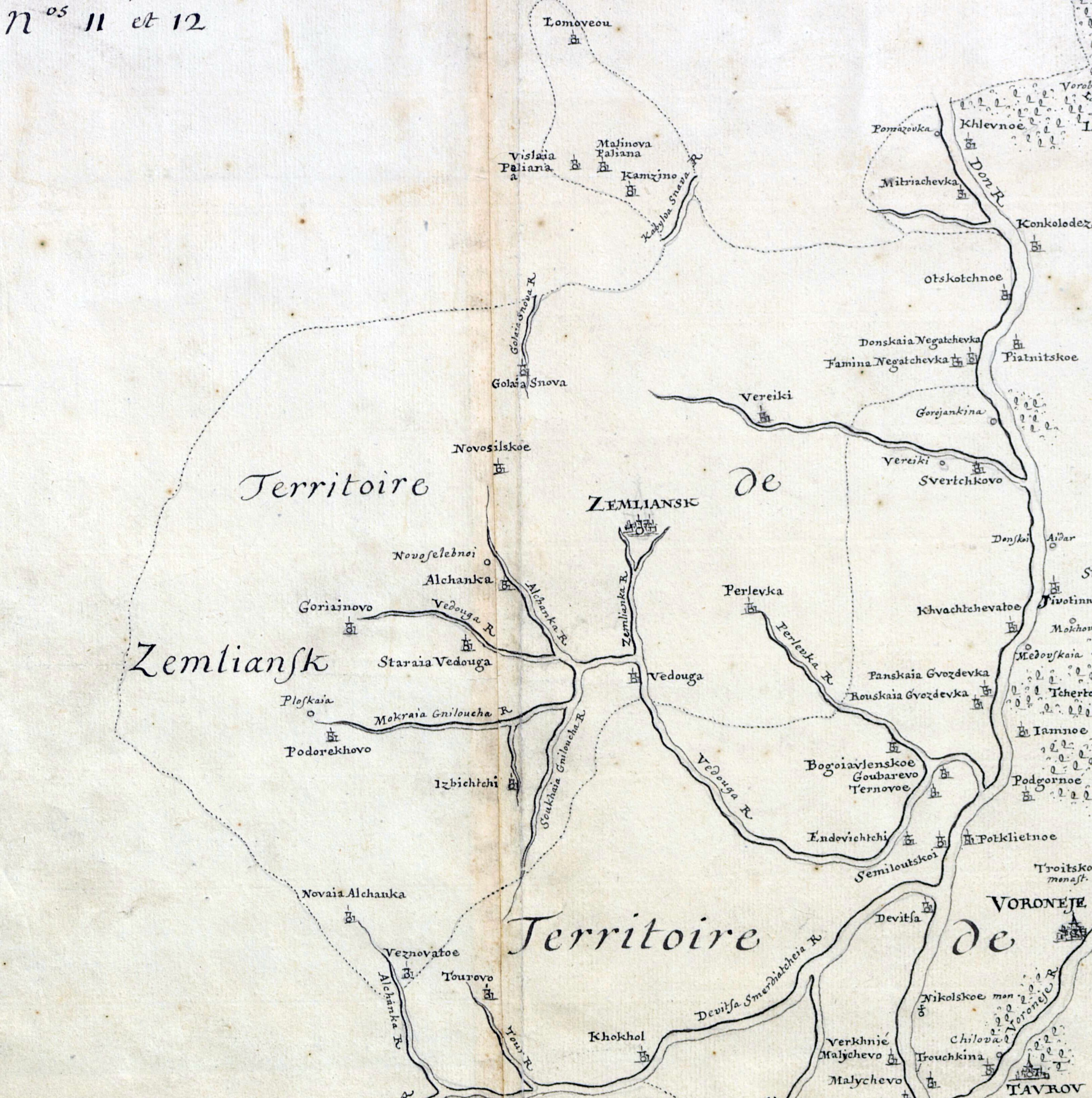
Землянский уезд на карте Воронежской провинции. 1723 год

Землянский уезд как местность вокруг города Землянск был образован в 1727 году в составе Воронежской провинции Воронежской губернии.
В 1779 году уезд был официально оформлен в составе Воронежского наместничества (с 1796 года — Воронежской губернии).
12 февраля 1923 года уезд был упразднен. При этом Голосновская, Ендовищенская, Землянская, Лебяженская, Нижневедугская, Перлевская, Староольшанская и Хвощеватская волости были переданы в Воронежский уезд, Архангельская, Дмитряшевская, Колабинская и Фоминонегачевская волости — в Задонский уезд, а Быковская, Касторенская, Краснодолинская, Никольская и Ореховская волости — в Нижнедевицкий уезд.
30 июля 1928 года после упразднения губерний и уездов, на бывшей территории Землянского уезда был образован Землянский район Воронежского округа Центрально-Чернозёмной области.

## Население
По данным переписи 1897 года в уезде проживало 200 736 чел. В том числе русские — 96,2 %, украинцы — 3,7 %. В Землянске проживало 5 333 чел.

## Административное деление
В XVIII веке Землянский уезд разделялся на 4 стана — Верейский, Перлевский, Висленский и Староольшанский.
В 1890 году в состав уезда входило 18 волостей:
| № п/п | Волость             | Волостное правление | Число селений | Население |
| ----- | ------------------- | ------------------- | ------------- | --------- |
| 1     | Архангельская       | с. Большая Поляна   | 23            | 11940     |
| 2     | Вознесенская        | с. Вознесенское     | 14            | 4468      |
| 3     | Голосновская        | с. Голая Снова      | 16            | 9812      |
| 4     | Дмитряшевская       | с. Дмитряшевка      | 6             | 11505     |
| 5     | Ендовищенская       | с. Ендовище         | 17            | 12407     |
| 6     | Жерновецкая волость | с. Жерновец         | 20            | 9004      |
| 7     | Калабинская         | с. Калабино         | 22            | 14119     |
| 8     | Касторенская        | с. Касторное        | 24            | 8830      |
| 9     | Красно-Долинская    | с. Красная Долина   | 22            | 10050     |
| 10    | Лебяженская         | с. Лебяжье Озеро    | 17            | 9099      |
| 11    | Нижне-Ведугская     | с. Нижняя Ведуга    | 12            | 16961     |
| 12    | Никольская          | с. Никольское       | 15            | 7740      |
| 13    | Ореховская          | с. Орехово          | 10            | 11089     |
| 14    | Перлевская          | с. Перлевка         | 9             | 13343     |
| 15    | Рождественская      | сл. Рождественская  | 14            | 11436     |
| 16    | Скляевская          | д. Скляево          | 15            | 6343      |
| 17    | Старо-Ольшанская    | с. Старая Ольшанка  | 25            | 9680      |
| 18    | Фомино-Негочевская  | с. Фомина Негочевка | 12            | 14855     |

В 1913 году в уезде было 18 волостей, упразднены Жерновецкая и Скляевская волости, образованы Быковская (с. Быково) и Хвощеватская (с. Хвощеватка) волости.

## Населённые пункты
По переписи 1897 года наиболее крупные населённые пункты уезда:
| - с. Перлёвка - 7036 чел.; - с. Старая Ведуга - 5875 чел.; - город Землянск – 5333 чел.; - с. Избище - 4904 чел.; - с. Дмитряшевка - 4393 чел.; - с. Большая Верейка - 4005 чел.; - с. Верхняя Колыбелька - 3913 чел.; - с. Нижняя Ведуга - 3687 чел.; - с. Новосильское - 3392 чел.; | - с. Орехово - 3310 чел.; - с. Старая Ольшанка - 3036 чел.; - с. Ендовище - 2915 чел.; - с. Фомино-Негачевка - 2885 чел.; - с. Калабино - 2814 чел.; - с. Горяиново - 2757 чел.; - с. Вислая Поляна - 2512 чел.; - с. Донская Негачевка - 2467 чел.; | - с. Голая Снова - 2456 чел.; - с. Верхняя Грайворонка - 2340 чел.; - с. Русская Гвоздёвка - 2333 чел.; - с. Верхний Ломовец - 2294 чел.; - с. Стадница - 2184 чел.; - с. Касторное - 2112 чел.; - с. Сцепное - 2012 чел.; - с. Богатырёво - 2009 чел.; |